# Casa Memorială „Tudor Arghezi”
Casa Memorială Tudor Arghezi (cunoscută și sub numele de Casa Mărțișor) este situată în strada Mărțișor nr 26, pe Dealul Piscului, dominând partea de sud-est a Bucureștiului.
Tudor Arghezi devine proprietar, începând cu anul 1926, al terenului unde va urma sa fie construită casa memorială. Demarează construcția acesteia cu sprijinul suedezului Jahanes. Casa a fost construită după planurile arh. George Matei Cantacuzino.
Familia Arghezi (Tudor și Paraschiva) s-a stabilit la Mărțișor în 1930, moment la care nu erau gata decat trei camere din cele 20. Între anii 1935-1937 a fost ridicată și clădirea anexă, care a devenit tipografia scriitorului, locul unde a lucrat cu fiul său, calfa Baruțu, la imprimarea de cărți și reviste. În anul 1948 a fost naționalizată și proprietatea lui Arghezi (Mărțișorul), poetul cedând bunurile sale cu condiția ca această proprietate să fie folosită pe post de casă memorială după trecerea sa în neființă. La șapte ani după moartea poetului, la 20 mai 1974, s-au deschis porțile Casei Memoriale Tudor Arghezi, pentru ca din 2006 să devină Muzeu Memorial, sub coordonarea Muzeului Național al Literaturii Române.
O lungă perioadă de timp, director onorific al muzeului a fost fiica lui Tudor Arghezi, Mitzura Domnica. Muzeul a fost organizat la etajul clădirii, parterul aparținând mereu moștenitorilor. Moștenitor a rămas Traian Radu, prieten foarte apropiat și confident al Mitzurei Arghezi. Această decizie a fost contestată de nepoată, Doina Theodorescu Arghezi.  
În grădină, pe locul unde a fost prima casă și apoi prisaca, se află azi mormintele soților Arghezi, precum și al Mitzurei.